# Dívka bez rukou
Dívka bez rukou (v originále La Jeune Fille sans mains) je francouzský animovaný film z roku 2016, který režíroval Sébastien Laudenbach na motivy pohádky bratří Grimmů. Snímek měl světovou premiéru na filmovém festivalu dne 12. května 2016.

## Děj
Chudý mlynář je pokoušen ďáblem, který ho nakonec přemluví, aby mu prodal svou dceru. Dívce se podaří uprchnout, ale předtím jí vlastní otec usekne ruce. I přes své postižení se mladé dívce daří přežívat sama ve volné přírodě. Setkává se s bohyní vod. Poté dorazí na zámek, kde se jí ujme zahradník. Zdejší princ se do ní zamiluje, ale musí odjet do daleké války. Žena bez rukou prchá se svým malým dítětem a nachází útočiště v izolovaném údolí uprostřed hor. Po mnoha letech ji princ znovu najde a mohou žít šťastně až do smrti.

## Dabing postav
| Anaïs Demoustierová | dívka      |
| Jérémie Elkaïm      | princ      |
| Philippe Laudenbach | ďábel      |
| Olivier Broche      | otec       |
| Françoise Lebrun    | matka      |
| Sacha Bourdo        | zahradník  |
| Elina Löwensohn     | bohyně vod |

## Ocenění
- Mezinárodní festival animovaných filmů v Annecy: Cena poroty
- Mezinárodní filmový festival v Pau: cena mladé poroty
- Mezinárodní festival animovaných filmů v Bucheonu: Velká cena
- Festival animovaných filmů Anim'Est v Bukurešti: Velká cena
- Tokyo Anime Award Festival: Velká cena
- Mezinárodní filmový festival v Brasílii: Cena diváků
- César: nominace v kategorii nejlepší animovaný film